# Chronologie du Mexique

## Mexique espagnol

### Sous le règne deCharles Quint
- 1517 : le conquistador Francisco Hernández de Córdoba découvre le Yucatán.
- 1521 : prise de Mexico après un siège de trois mois. Fin de l'empire aztèque.
- 13 août 1521 : Hernán Cortés gouverne la Nouvelle-Espagne.
- 9 décembre 1528 : Nuño Beltrán de Guzmán est nommé président de la première Audiencia.
- 10 janvier 1531 : la seconde Audiencia composée de Sebastián Ramírez de Fuenleal, Vasco de Quiroga, Juan de Salmerón, Alonso de Maldonado, Francisco Ceinos.
- 17 avril 1535 : don Antonio de Mendoza est le premier vice-roi de Nouvelle-Espagne
- 25 janvier 1553 : le vice-roi Luis de Velasco inaugure l'université royale et pontificale du Mexique.

### Sous le règne dePhilippe II
- 28 novembre 1607 : le vice-roi Luis de Velasco (fils) ordonne le début des travaux du canal Huehuetoca pour contrôler les inondations de Mexico.
- 1610 : le vice-roi Luis de Velasco (fils) reçoit la première ambassade du Japon composée de Luis Sotelo et Shōsuke Tanaka.
- 20 août 1611 : tremblement de terre majeur à Mexico.
- 1616 : sécheresse et famine en Nouvelle-Espagne.
- 1620 : le vice-roi Diego Fernández de Córdoba fait construire un aqueduc de 900 arches pour alimenter en eau Mexico.

### Sous le règne dePhilippe IV
- 7 mars 1623 : le vice-roi Diego Carrillo de Mendoza y Pimentel ordonne le début des travaux de drainage de Mexico.
- 17 janvier 1637 : tremblement de terre à Mexico.
- 22 avril 1639 : une bulle du Pape Urbain VIII interdit l'esclavage en Amérique latine.
- 1641 : le vice-roi Diego López Pacheco Cabrera y Bobadilla envoie une expédition de jésuites pour coloniser la Californie.
- 1651 : famine au Yucatan.
- 22 décembre 1667 : seconde consécration de la cathédrale de Mexico.

### Sous le règne deCharles II
- 6 juin 1675 : première frappe de monnaie en or à Mexico.
- 12 juillet 1684 : éclipse solaire à Mexico.
- 1685 : René Robert Cavelier de La Salle établit le fort Saint-Louis à Victoria Nouvelle-Espagne (actuellement Texas).
- 1692 : sécheresse et famine, émeutes à Mexico le palais du vice-roi Gaspar de la Cerda Sandoval Silva y Mendoza est attaqué par la foule.
- 27 mars 1696 : les étudiants de l'université de Mexico brulent l'échafaud de la Plaza de Armas lors d'une émeute que fait réprimer le vice-roi Juan Ortega y Montañés

### Sous le règne dePhilippe V
- 1700 : le vice-roi José Sarmiento y Valladares établit un couvre-feu à Mexico pour y combattre le crime.
- 12 octobre 1709 : fondation de la ville de San Francisco de Cuéllar (maintenant Chihuahua).
- 1713 : chutes de neige sans précédent à Mexico.
- 1717 : la Couronne établit un monopole du tabac en Nouvelle-Espagne.
- 16 juin 1718 : tentative d'assassinat du vice-roi Baltasar de Zúñiga.
- 1730 la monnaie de Mexico produit plus de dix millions de pesos en argent et 151 560 d'or.
- 1735-1736 : des catastrophes s'abattent sur le Mexique, inondations et épidémies causent la mort des deux tiers de la population indigène de Mexico.
- 1739 : les Anglais déclarent la guerre à l'Espagne et menacent les colonies.
- 1744 : le vice-roi Pedro Cebrián y Agustín ordonne un recensement de la population de Nouvelle-Espagne, qui indique 3 865 000 habitants.

### Sous le règne deFerdinand VI
- 30 avril 1748 : paix avec l'Angleterre.
- 13 mai 1752 : éclipse solaire sur la Nouvelle-Espagne.
- 8 mai 1753 : naissance de Miguel Hidalgo à Guanajuato.

### Sous le règne deCharles III
- 29 septembre 1759 : naissance du volcan El Jorullo à Michoacán.
- 1761 : épidémie de variole.
- 1762 : nouvelle guerre avec l'Angleterre.
- 3 novembre 1763 : le traité de Fontainebleau cède les territoires de la Louisiane situés à l'ouest du Mississippi à l'Espagne.
- 30 septembre 1765 : naissance de José María Morelos à Vallodalid.
- 21 janvier 1779 : naissance de Ignacio Allende.
- 12 février 1779 : départ d'une expédition d'exploration envoyée par le vice-roi Antonio María de Bucareli y Ursúa qui remonte les côtes du Pacifique jusqu'en Alaska.
- 1779 : grave épidémie de variole.
- 1779 : le futur vice-roi de Nouvelle-Espagne Bernardo de Gálvez y Madrid aide les révolutionnaires américains. Il est considéré aux États-Unis comme un héros de la révolution.
- 1780 : le vice-roi Martín de Mayorga ordonne la conservation des archives de Nouvelle-Espagne.
- 27 septembre 1783 : naissance de Agustín de Iturbide futur empereur du Mexique.

### Sous le règne deCharles IV
- 12 août 1788 : naissance de Lorenzo de Zavala au Yucatan, futur vice-président de la république du Texas.
- 14 novembre 1789 : pour la première fois on observe une aurore boréale à Mexico.
- 1792 : Fausto de Elhuyar est chargé par le Roi Charles III d'Espagne d'organiser le Real Seminario de Minería (École des Mines) de Mexico.
- 21 février 1794 : naissance de Antonio López de Santa Anna à Xalapa.
- 5 octobre 1797 : nouvelle guerre avec l'Angleterre.
- 8 mars 1800 : tremblement de terre à Mexico.
- 1er octobre 1800 : l'Espagne rétrocède la Louisiane à la France.
- 5 octobre 1801 : tremblement de terre à Oaxaca.
- 1802 : paix avec l'Angleterre.
- 4 janvier 1803 : José de Iturrigaray est vice-roi de Nouvelle-Espagne, il se montre plutôt favorable aux idées indépendantistes.
- 22 mars 1803 : arrivée du Baron Alexander von Humboldt.
- 30 avril 1803 : Napoléon vend la Louisiane aux États-Unis.
- 1er septembre 1808 : Melchor de Talamantes publie deux tracts favorables à l'indépendance.
- 15 septembre 1808 : le vice-roi José de Iturrigaray est déposé par les anti-indépendantistes.

### Sous le règne deFerdinand VII
- 16 septembre 1808 : Pedro de Garibay un vieillard sénile remplace le vice-roi déposé.

### Sous le règne deJoseph Bonaparte
- février 1809 : l'archevêque de Mexico Francisco Javier de Lizana y Beaumont remplace Pedro de Garibay comme vice-roi.
- 14 septembre 1810 : Francisco Javier Venegas est nommé vice-roi de Nouvelle-Espagne.
- 15-16 septembre 1810 : Grito de Dolores: appel à la lutte contre le gouvernement de Joseph Bonaparte par Miguel Hidalgo.
- 19 août 1811 premier essai de gouvernement indépendant de l'Espagne dominée par les français par Ignacio López Rayón à Zitácuaro
- 30 octobre 1810 : Miguel Hidalgo remporte la bataille à Monte de las Cruces, Mexico est sur le point de tomber, mais Hidalgo hésite et ordonne la retraite.
- 6 décembre 1810 : décret d'Hidalgo abolissant l'esclavage et le tribut.
- 21 mars 1811 : Miguel Hidalgo, Ignacio Allende et Juan Aldama, sont faits prisonniers à Acatita de Baján par les troupes de Félix María Calleja del Rey.
- 30 juillet 1811 : Miguel Hidalgo est exécuté.

### Sous le règne de Ferdinand VII
- 4 mars 1813 : Félix María Calleja del Rey est vice-roi de Nouvelle-Espagne.
- 6 novembre 1813 : promulgation du décret de l'Indépendance.
- 22 octobre 1814 : promulgation du décret de la constitution d'Apatzingán ; suffrage universel.
- 22 décembre 1815 : José María Morelos est exécuté.
- 20 septembre 1816 : Juan Ruiz de Apodaca  est vice-roi de Nouvelle-Espagne.
- 9 novembre 1820 : le général Agustín de Iturbide reçoit le commandement des troupes royalistes de Nouvelle-Espagne.

## Mexique indépendant
- 1820 : négociations secrète entre le général créole Agustín de Iturbide et l'indépendantiste Vicente Guerrero.
- 24 février 1821 : Agustín de Iturbide publie le Plan d'Iguala.
- 23 août 1821 : Juan O'Donojú et le général Antonio López de Santa Anna rencontrent Agustín de Iturbide et signent le traité de Córdoba.
- 27 septembre 1821 : Iturbide (sous le nom d'Augustin Ier) entre au Mexique à la tête de son armée. Le Mexique est indépendant.
- 21 juillet 1822 :  Agustín de Iturbide est couronné Augustin Ier, empereur constitutionnel du Mexique.
- décembre 1822 : Antonio López de Santa Anna et Guadalupe Victoria signent le Plan de Casa Mata visant à renverser Iturbide et à instaurer une république.
- 19 mars 1823 : Iturbide abdique.
- 19 juillet 1824 : Iturbide est renversé et fusillé.
- 4 octobre 1824 : promulgation de la Constitution de la République mexicaine : régime fédéral.
- 10 octobre 1824 : Guadalupe Victoria est le premier président de la République mexicaine.

- 31 mars 1829 : Vicente Guerrero devient le second président de la République mexicaine.
- 7 novembre 1835 : aidé par les États-Unis le Texas proclame son indépendance.
- 27 novembre-5 décembre 1838 : Bataille de San Juan de Ulúa, défense héroïque du Port de Veracruz par Santa Anna contre son occupation par les français.
- 13 mai 1846 : les États-Unis déclarent la guerre au Mexique.
- 1847 : le Mexique entre en guerre et est envahi par les États-Unis, la moitié nord de son territoire est perdue.
- 2 février 1848 : Traité de Guadalupe Hidalgo entre le Mexique et les États-Unis.
- 16 décembre 1853 : Santa Anna réinstalle sa dictature.
- 25 juin 1856 : « Loi lerdo » : expropriation des biens du clergé.
- 1857 : rédaction d'une Constitution libérale.
- 1858 : début de la présidence de Benito Juárez.
- 17 juillet 1861 : le Congrès suspend les paiements de la Dette Extérieure pendant 2 ans.
- 31 octobre 1861 : signature à Londres de la Triple Alliance (GB, FR, ESP) en vue d'une intervention militaire au Mexique.
- 7 décembre 1861 : les troupes espagnoles débarquent à Veracruz.
- Janvier 1862 : arrivée à Veracruz des navires de guerre anglais et français.
- 1862-1867 : expédition du Mexique, éphémère empire de Maximilien de Habsbourg.
  - 28 avril 1862 : Bataille de Las Cumbres.
  - 5 mai 1862 : première bataille de Puebla.
  - 16 mars-17 mai 1863 : Seconde bataille de Puebla, au Mexique.
  - 30 avril 1863 : bataille de Camerone, au Mexique, fait d'armes de la Légion étrangère.
- 10 avril 1864 : Maximilien d'Autriche accepte la couronne impériale et signe le traité de Miramar avec Napoléon III.
- 1862-1867 : résistance du gouvernement réformateur et libéral de Bénito Juarez contre l'intervention française aboutissant aux retrait du pays des troupes de Napoléon III
- 12 juin 1864 : arrivée à Mexico de Maximilien et Charlotte de Habsbourg, respectivement empereur et impératrice du Mexique.
- 26 novembre 1867 : exécution de l'empereur Maximilien, marionnette des français, fusillé à Queretaro.
- 1867 : Benito Juarez devient président de la République.
- 20 avril 1868 : rébellion socialiste de Julio Chavez López, à Chalco.
- 18-19 juillet 1872 : mort du président Benito Juárez. Sébastien Lerdo Tejeda accède à la présidence de la République.
- 1876 : rébellion et prise de pouvoir de Porfirio Díaz.
  - 21 juin 1876 : mort d'Antonio López de Santa Anna.
- 1880 : début de la présidence de Manuel González, intime de Díaz.
- 1884 : fin de la présidence de Manuel González, Díaz reprend le pouvoir.
- 1908 : Porfirio Díaz annonce qu'il y aura des élections libres.
- 1910 :

4 juin : Gabriel Leyva s'insurge contre le gouvernement de Díaz. Il est tué 8 jours plus tard.
14 novembre : rébellion de Toribio Ortega.
20 novembre : Francisco Madero demande que les Mexicains prennent les armes.
- 1911 :

Mars : soulèvement d'Emiliano Zapata.
Mais : fin de la présidence Porfirio Díaz. Francisco Léon devient président.
Novembre : Francisco Madero devient président.
- 1913 : 
  - 18 février 1913 : Francisco Madero est contraint de démissionner par Victoriano Huerta, son ministre de la guerre, qui s'était rebellé contre lui.
  - 22 février 1913 : exécution de Francisco Madero.
- 1914 : occupation du port de Veracruz par les américains.
- 1914 : Eulalio Gutiérrez devient président provisoire.
- 1915 : mort de Porfirio Díaz à Paris.
- 1916 : création du journal El Universal.
- 5 février 1917 : Promulgation d'une nouvelle constitution.
- 1919 : assassinat d'Emiliano Zapata sur ordre de Venustiano Carranza.
- 1920 : 
  - 21 juin 1920 : assassinat du président Carranza.
  - 1er décembre 1920 : début de la présidence d'Alvaro Obregón.
- 1923 : assassinat de Francisco (Pancho) Villa.
- 1926 : création du journal La Prensa.
- 17 juillet 1928 : assassinat d'Alvaro Obregon par José de Léon Toral, fanatique catholique.
- 4 mars 1929 : Plutarco Elías Calles fonde le PNR, qui deviendra le PRI en 1946.
- 1938 : 
  - 18 mars 1938 : nationalisation des compagnies pétrolières et création de Pemex.
  - 30 mars 1938 : le PNR devient le PMR.
- 1946 : le PMR devient le PRI.
- 1958 : les femmes peuvent dorénavant voter.
- Dévaluation du Peso qui au taux de 12,5 pour 1 dollar.
- 1976 : dévaluation du peso
- 1982 : dévaluation du peso.
- 18 décembre 1986 : création du Groupe de Rio.
- 1992 : réévaluation du peso : 1 nouveau peso = 1 000 anciens pesos.
- 1er janvier 1994 : entrée dans l'ALENA. Décembre : Dévaluation du peso.
- 2 juillet 2000 :  élections législatives et présidentielles. Vicente Fox Quesada, candidat du PAN (Partido Acción Nacional), est élu président.
- avril 2003 : le Mexique occupe la présidence du Conseil de sécurité de l'ONU.
- 18 mai 2003 : sommet entre le Mexique et l'Union européenne à Madrid. Les deux parties ont notamment exprimé leur soutien au respect des droits de l'homme, et au travail de  l'ONU.
- 29 mars 2004 : le pays signe le traité de non prolifération des armes nucléaires et s'engagent ainsi à autoriser des inspections surprises de l'Agence internationale de l'énergie atomique. Le Mexique devient le 81e pays à adhérer à ce pacte.
- 2 juillet 2006 : élections législatives et présidentielles. Felipe Calderón Hinojosa candidat du PAN est élu président avec 36,89 % des voix.
- 1er juillet 2012 : Enrique Peña Nieto, du Parti révolutionnaire institutionnel, est élu président avec 38,15 % des voix.